# Dornhan
Dornhan is een plaats in de Duitse deelstaat Baden-Württemberg, en maakt deel uit van het Landkreis Rottweil.
Dornhan telt 6.105 inwoners.

## Plaatsen in de gemeente Dornhan
- Bettenhausen
- Busenweiler
- Dornhan
- Fürnsal
- Gundelshausen
- Leinstetten
- Marschalkenzimmern
- Weiden

## Geboren
- Helmut Schaal (13 januari 1927), dirigent en muziekpedagoog

Aichhalden ·
Bösingen ·
Deißlingen ·
Dietingen ·
Dornhan ·
Dunningen ·
Epfendorf ·
Eschbronn ·
Fluorn-Winzeln ·
Hardt ·
Lauterbach ·
Oberndorf am Neckar ·
Rottweil ·
Schenkenzell ·
Schiltach ·
Schramberg ·
Sulz am Neckar ·
Villingendorf ·
Vöhringen ·
Wellendingen ·
Zimmern ob Rottweil